# Adama Soumaoro
Adama Soumaoro (sinh ngày 18 tháng 6 năm 1992) là một cầu thủ bóng đá chuyên nghiệp người Pháp hiện tại đang thi đấu ở vị trí trung vệ cho câu lạc bộ Bologna tại Serie A.

## Sự nghiệp thi đấu

### Cho mượn tại Genoa
Vào ngày 31 tháng 1 năm 2020, Soumaoro gia nhập câu lạc bộ Genoa theo dạng cho mượn với một quyền chọn mua.

### Bologna
Ngày 10 tháng 1 năm 2021, anh chuyển tới Bologna theo dạng cho mượn mới. Tuy nhiên, trái ngược với sự cho mượn của anh tại Genoa, dạng cho mượn tại Bologna được thực hiện vĩnh viễn. Khoản phí được báo cáo là 2,5 triệu euro.

## Đời tư
Sinh ra tại Pháp, Soumaoro là người gốc Mali.

## Thống kê sự nghiệp

### Câu lạc bộ
Tính đến 4 tháng 5 năm 2023
| Câu lạc bộ          | Mùa giải            | Giải đấu            | Giải đấu | Giải đấu | Cúp  | Cúp | Châu lục | Châu lục | Tổng cộng | Tổng cộng |
| Câu lạc bộ          | Mùa giải            | Hạng                | Trận     | Bàn      | Trận | Bàn | Trận     | Bàn      | Trận      | Bàn       |
| ------------------- | ------------------- | ------------------- | -------- | -------- | ---- | --- | -------- | -------- | --------- | --------- |
| Lille               | 2013–14             | Ligue 1             | 4        | 0        | 3    | 0   | —        | —        | 7         | 0         |
| Lille               | 2014–15             | Ligue 1             | 1        | 0        | 0    | 0   | 0        | 0        | 1         | 0         |
| Lille               | 2015–16             | Ligue 1             | 28       | 0        | 3    | 1   | —        | —        | 31        | 1         |
| Lille               | 2016–17             | Ligue 1             | 27       | 0        | 5    | 1   | 1        | 0        | 33        | 1         |
| Lille               | 2017–18             | Ligue 1             | 14       | 0        | 1    | 0   | —        | —        | 15        | 0         |
| Lille               | 2018–19             | Ligue 1             | 20       | 0        | 2    | 0   | —        | —        | 22        | 0         |
| Lille               | 2019–20             | Ligue 1             | 6        | 1        | 3    | 0   | 1        | 0        | 10        | 1         |
| Lille               | 2020–21             | Ligue 1             | 3        | 0        | 0    | 0   | 2        | 0        | 5         | 0         |
| Lille               | Tổng cộng           | Tổng cộng           | 103      | 1        | 17   | 2   | 4        | 0        | 124       | 3         |
| Genoa (mượn)        | 2019–20             | Serie A             | 8        | 1        | 0    | 0   | —        | —        | 8         | 1         |
| Bologna (mượn)      | 2020–21             | Serie A             | 20       | 1        | 0    | 0   | —        | —        | 20        | 1         |
| Bologna             | 2021–22             | Serie A             | 28       | 0        | 1    | 0   | —        | —        | 29        | 0         |
| Bologna             | 2022–23             | Serie A             | 23       | 0        | 3    | 0   | —        | —        | 26        | 0         |
| Bologna             | Tổng cộng           | Tổng cộng           | 51       | 0        | 4    | 0   | —        | —        | 55        | 0         |
| Tổng cộng sự nghiệp | Tổng cộng sự nghiệp | Tổng cộng sự nghiệp | 182      | 3        | 21   | 2   | 4        | 0        | 207       | 5         |

## Danh hiệu
Lille
- Ligue 1: 2020–21[8]